# Christian Research Institute
El Christian Research Institute es una organización evangélica fundada en 1960 por Walter Martin (1928-1989), que trabaja por la apologética cristiana en el campo de las sectas y los nuevos movimientos religiosos. Tras la muerte del fundador, Hendrik "Hank" Hanegraaff (nacido en 1950) se convirtió en el director de la organización. Su sede actual está en Charlotte. El instituto publica trimestralmente el Christian Research Journal y tiene un programa de radio diario, Bible Answer Man, transmitido en Estados Unidos y Canadá, así como a través de internet.

## Antecedentes
En 1949, Walter Ralston Martin, que fue el primer apologista cristiano de pleno derecho, especializado en apologética cristiana contra las sectas, comenzó a estudiar varios grupos religiosos, como los testigos de Jehová, la ciencia cristiana, los mormones y el espiritismo. Gran parte de este trabajo tuvo lugar en la década de 1950 en el Shelton College y la Universidad de Nueva York.
En 1953, Martin colaboró con el predicador de radio presbiteriano Donald Gray Barnhouse. A partir de 1950, Barnhouse fue el editor de la revista Eternity. En 1954, Barnhouse le ofreció a Martin convertirse en columnista de la revista, y luego, entre 1955 y 1960, Martin pasó a formar parte del consejo editorial. En la revista, Martin escribió reseñas, artículos sobre apologética, cuestiones sociales y la lucha contra el alcoholismo (What Can We Do About the Terrifying Trend of Alcoholism in America, agosto de 1960). Además, escribió artículos sobre cultos y sectas, cuyo texto más tarde se convirtió en la base de libros escritos de forma independiente o en coautoría con Norman Klann: The Watchtower (1953), The Christian Science Myth (1954), The Rise of the Cults (1955), y The Christian and the Cults (1956). A su vez, Barnhouse escribió un prólogo a The Christian Science Myth y protegió las actividades religiosas de Martin, lo que contribuyó al fortalecimiento y legitimación de la apologética contraculto en el entorno eclesiástico.

## Fundación y primeros años
El Christian Research Institute fue establecido por Martin en octubre de 1960 en Nueva Jersey; Barnhouse murió pocos meses antes A partir de ese momento, Martin se convirtió en un apologista ascendente, cuyo servicio espiritual y reputación se desarrollaron entre organizaciones tan prominentes como la American Tract Society, la Evangelical Theological Society, la National Association of Evangelicals y la National Religion Broadcasters.
La principal actividad del instituto era proporcionar información sobre cultos y religiones, así como el desarrollo de la apologética cristiana. El propio Martin describió las actividades de la organización de la siguiente manera: "el objetivo del Instituto es proporcionar información primaria sobre todas las sectas y las actividades de los misioneros no cristianos en Estados Unidos y en el extranjero".
El apoyo financiero para el instituto, fue proporcionado tanto por individuos como por donantes como la organización no gubernamental sin fines de lucro The Pew Charity Foundation. El órgano de gobierno era la Junta Directiva, donde, además de Martin y otros miembros, estaba su cuñado Everett Jacobson.
A principios de la década de 1960, la actividad principal del instituto se centraba en los viajes misioneros y de predicación de Martin, que también realizaba seminarios sobre las sectas. Además, el Instituto distribuyó casetes con grabaciones de audio de los discursos de Martin preparados por Bible Voice Inc., Audio Bible Society y Vision House, y posteriormente publicados por el propio instituto.
Martin actuó como invitado y coanfitrión del programa de radio de Barnhouse, The Bible Study Hour, y luego se convirtió en un invitado habitual en el programa de radio Long John Nebel Show. Posteriormente, Martin creó sus propios programas de radio, The Bible Answer Man y Dateline Eternity, que recibieron reconocimiento nacional; la popularidad aumentó después del traslado de la institución a California.
Martin buscó crear una gran biblioteca sobre cultos, que incluyera libros, grabaciones de audio y publicaciones periódicas. También para crear una red de científicos centrados en la apologética, el Instituto formó una oficina de consultores, formada por James Bjornstad, Walter Bjorck, Floyd E. Hamilton y Shildes Johnson. Además, colaboraron con el instituto teólogos tan destacados como Harold O. J. Brown y John Warwick Montgomery.
El instituto ha producido varios trabajos sobre los mormones y los testigos de Jehová, así como libros, folletos y grabaciones de audio de Martin. Por ejemplo, en 1968, el instituto publicó un librete de Martín, UFO: Friend Foe or Fantasy. Además, en 1961-1962 se publicó la revista periódica Religious Research Digest.
En 1963, a Martin se le ocurrió la idea de crear un banco electrónico de información apologética, que más tarde se conoció como "SENT/EAST (Electronic Answering Search Technology)", del que él y Montgomery hablaron en 1968, en el simposio científico All-Europe Conference on Computer Technique for Theological Research en Austria.

## Traslado a California
En 1974, Martin dejó Nueva Jersey y se mudó con el instituto a California. Al principio, Martin contó con la ayuda de Robert Passantino y su esposa Gretchen, que formaban parte del personal del instituto. Además, Martin comenzó a enseñar en la recién formada Melodyland Christian Center ("Escuela de Teología Melodyland") en Anaheim, donde los apologistas antisectas pudieron reunirse y donde estaba ubicada la biblioteca del instituto, que albergaba 13.000 volúmenes. Posteriormente se abrieron oficinas en El Toro e Irvine.
En la década de 1970 se produjo un aumento del interés en las actividades antisectas de Martin y en el instituto, en relación con el surgimiento del "Movimiento de Jesús" y los conflictos sociales y contraculturales en torno a los NMR. En las décadas de 1970 y 1980, Martin promovió una tutoría para apologistas más jóvenes como Ernest Calvin Beisner, Todd Ehrenborg, Craig Hawkins, Carole Hausmann, Kurt Van Gorden, John Weldon, George Mather, Paul Carden, Rich Poll, Robert M. Bowman Jr., Kenneth Samples y Elliot Miller. El perfil del instituto aumentó con las ventas del libro más vendido de Martin, The Kingdom of Cults, sus cintas de audio de presentaciones y apariciones en la radio y la televisión nacionales.
Martin participó en el desarrollo del programa de Maestría en apologética, en la Simon Greenleaf School of Law, en 1980. Durante la década de 1980, Martin enseñó allí sobre sectas y ocultismo, y de vez en cuando fue ayudado por Bob y Gretchen Passantino.
En 1977, el instituto lanzó una publicación trimestral llamada Christian Research Institute Newsletter, que pasó a llamarse Forward un año después. En 1987, el nombre se cambió a Christian Research Journal y comenzó a publicarse tres veces al año. En 1990, la revista amplió su tamaño y pasó a ser una publicación trimestral y luego mensual. La revista publicó materiales de investigación sobre Hare Krishna, Jonestown, Osho, Nueva era y satanismo. Actualmente, la revista cubre una gama más amplia de temas además de las sectas, como la apologética básica, la apologética ética, las religiones del mundo y las controversias teológicas. La revista ha ganado repetidamente premios de la Evangelical Press Association ("Asociación de Prensa Evangélica").
En 1983, el CRI estableció el Instituto Cristão de Pesquisas (ICP), un ministerio afiliado en São Paulo, Brasil, fundado por el investigador Paul Carden. En algún momento fue liderado por un discípulo de Martin, Paulo Romeiro.

## Actividades posteriores a 1989
Martin murió el 26 de junio de 1989 en su casa, a causa de un infarto. Hank Hanegraaff sucedió a Martin como presidente del ministerio, aunque su derecho a la sucesión del fundador fue cuestionado en años posteriores.
En el momento de la muerte de Martin, como en los años siguientes, varios investigadores asociados con CRI comenzaron a surgir como autores de libros sobre apologética antisecta. Entre ellos se encontraban Richard Abanes, Robert M. Bowman, Erwin M. de Castro, Craig Hawkins, Robert J. Lyle, Elliot Miller, B. J. Oropeza, Ron Rhodes y Kenneth Samples.

## Controversias

### Apologética antisecta
Debido a la naturaleza controvertida del movimiento cristiano antisectas, tanto Martin como CRI han estado involucrados en varios conflictos teológicos y sociales. Durante la vida de Martin estallaron una variedad de conflictos entre él y varios líderes de grupos religiosos, pero especialmente con los mormones. Estos enfrentamientos dieron lugar en ocasiones a debates públicos e incluso a una demanda presentada por Martin por presunta difamación.
Durante un breve período a finales de los años 1970, CRI y Martin estuvieron involucrados en una controversia sobre las afirmaciones de que los apologistas habían localizado parte del manuscrito del Libro de Mormón, que supuestamente había sido plagiado de una novela de Solomon Spaulding. El caso se argumentó en el libro Who Really Wrote the Book of Mormon? ("¿Quién realmente escribió el Libro de Mormón?") por Wayne Cowdrey, Howard Davis y Donald Scales. Sin embargo, el caso fue seriamente cuestionado por los apologistas cristianos y críticos del mormonismo Jerald y Sandra Tanner en Did Spaulding Write the Book of Mormon?. También fue refutado por los apologistas mormones Robert y Rosemary Brown en el volumen dos de su serie de libros They Lie in Wait to Deceive. Edward Plowman informó sobre las afirmaciones del CRI en la revista Christianity Today en julio de 1977, y luego, en octubre de 1977, actualizó su informe con evidencia que señalaba el colapso de la credibilidad de las afirmaciones.
Un libro titulado Who Really Wrote the Book of Mormon? – The Spalding Enigma ("¿Quién realmente escribió el Libro de Mormón? – The Spalding Enigma", Concordia Publishing House, julio de 2005) intentó revivir el argumento original. Los coautores Cowdrey, Davis y Vanick se esforzaron por demostrar que Sidney Rigdon de hecho visitó Pittsburgh, la última residencia de Spalding, antes de 1820. Un artículo escrito por el grupo de investigación afiliado SUD, la Fundación para la Investigación de la Antigüedad y Estudios Mormones (FARMS), dedicó casi 130 páginas para revisar el libro de 2005 y sus afirmaciones.
La viuda del editor de noticias de CRI, William Alnor, da su relato de las controversias que involucran a Walter Martin y Hank Hanegraaff en su reporte titulado Dueling Bible Answer Men, partes 1 y 2, de Jackie Alnor.

### Responsabilidad financiera
El Group for CRI Accountability ("Grupo para la Responsabilidad del CRI"), que incluía a empleados despedidos, alegó que la retirada del CRI en 1992 del Consejo Evangélico para la Responsabilidad Financiera (CERF o ECFA) fue para evitar restricciones a las transacciones financieras realizadas por su director ejecutivo, Hank Hanegraaff. Después de que CRI se reincorporó a la organización, una auditoría del CERF realizada en 2003 encontró que CRI no cumplía con una serie de normas financieras. Esto dio lugar a sanciones que exigían que "se fortalezca la junta directiva" y se hiciera un "reembolso significativo" a CRI. La organización Ministry Watch emitió una alerta a los donantes en 2004, sobre la falta de respuesta de CRI a repetidas solicitudes para explicar las medidas correctivas que había tomado, con respecto a los hallazgos de violaciones de tres de los Siete Estándares de Administración Responsable del CERF.

### Conversión de Hank Hanegraaff a la ortodoxia oriental
El presidente del CRI, Hank Hanegraaff, fue bautizado en la iglesia ortodoxa oriental el Domingo de Ramos, 9 de abril de 2017. En una transmisión posterior, Hanegraff respondió a las acusaciones de que se había "alejado de la fe cristiana" debido a su salida del cristianismo protestante. "Si he hecho tropezar a alguno, pido humildemente perdón. Mi propósito al leer esto no es tanto responder a nadie, sino tranquilizar... Nunca he estado más profundamente enamorado del Señor Jesucristo y de su cuerpo, la iglesia". CRI ha defendido la doctrina ortodoxa oriental de la theosis en un vídeo en el sitio web de CRI. La conversión de Hanegraff ha planteado interrogantes entre los evangélicos, quienes señalan diferencias importantes entre la ortodoxia oriental y el protestantismo evangélico.